# Bandeira da Etiópia

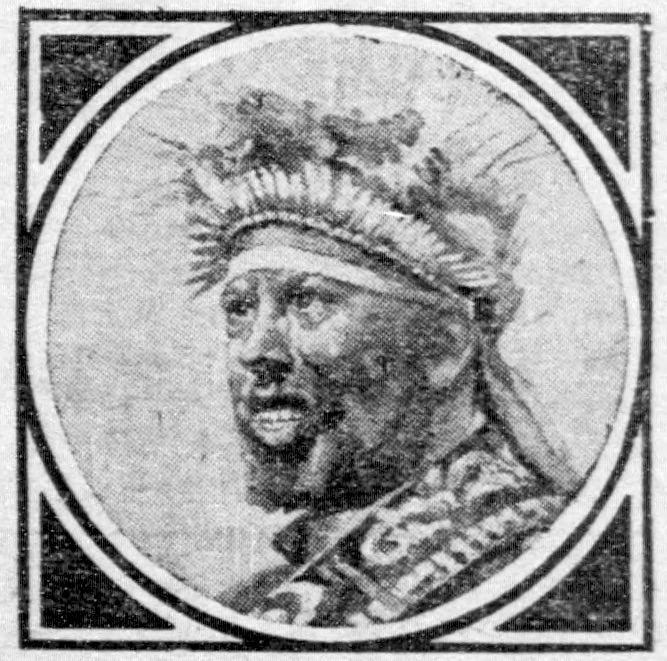
Imperador Manelik II (1844- 1913) que regulamentou a tricolor (Verde, Amarela, Vermelha) como a bandeira oficial da Etiópia.

A bandeira da Etiópia foi adaptada a 6 de Fevereiro de 1996. É vista habitualmente sem o disco azul e o emblema. Esta bandeira é a mais influente bandeira de África, tendo dado origem a toda uma linhagem de bandeiras verdes, vermelhas e amarelas, na África e fora dela, por via de um movimento chamado "Pan-africanismo" (por isso chama-se a estas três cores "cores Pan-Africanas"), que defende a unidade de África e dos africanos e seus descendentes espalhados pelo mundo, em especial nas Américas.
Em versões anteriores, a bandeira usou-se lisa ou com vários emblemas, entre os quais se destaca o Leão de Judá.
Na bandeira nacional da Etiópia, o vermelho significa o poder e a fé, o amarelo, a igreja e a paz e o verde significa a terra e a esperança.

## Origem
A bandeira foi inspirada nas bandeiras usadas no período da Etiópia Medieval, estas por sua vez tem a sua cor devido à passagem do Velho Testamento (Gênesis 9) onde corresponderia as 3 cores superiores de um arco-íris.
Manelik II, devido aos conflitos que a Etiópia se envolviam, resolveu virar a bandeira de ponta cabeça, ficando o vermelho (sangue do povo derramado sob as guerras) em baixo da Terra (o Verde) e é por isso que a bandeira da Etiópia é a versão, cabeça para baixo, da bandeira do Reggae.

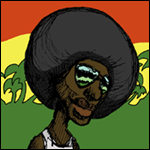
Ao fundo se pode ver a bandeira do movimento Rastafari, a versão ponta cabeça da bandeira da Etiópia, onde esta se baseia na ordem das cores do arco-íris, onde o vermelho seria a cor acima de todas. (Devido a aliança de Deus Jah (Jeová) e os Homens, Gênesis 9)

A República de Gana foi o primeiro país a inspirar a sua bandeira na bandeira Etíope, devido à admiração a história Etíope de manter uma dinastia de 3000 anos (a dinastia Salomônica) independente mesmo quando todos os vizinhos eram dominados, um a um, durante a colonização da África (1890-1930). A República de Gana adicionou uma estrela negra, para simbolizar também o povo negro, e a partir de Gana, um dos primeiros países a conseguir a independência do Reino Unido, muitos países resolveram também se inspirar na bandeira Etíope.
A participação de Haile Selassie (1892–1975), último imperador da Etiópia, filho de Manelik II, na política internacional ajudou a difundir à admiração Global pela Etiópia.
No início do século XX, um pastor evangélico da América do Norte, Marcus Garvey, começou a pregar que um rei negro iria ser coroado para redimir toda a humanidade, 20 anos seguidos ele pregou isto, até que então o Ras Tafari foi coroado imperador da Etiópia, e rebatizado como Haile Selassie, fazendo que muitas pessoas na América do Norte, principalmente na Jamaica, acreditasse ser o Haile Selassie ser o Cristo Vivo, a reencarnação de Jah (Jeová) em forma humana. Esta religião era a religião de Bob Marley, que ajudou a difundir os símbolos etíopes através da música Reggae e a cultura Rastafari, entre os elementos mais difundidos na cultura popular, atual, é a própria tricolor etíope (vermelho, amarelo e verde) e o símbolo do Leão Conquistar da Tribo de Judá (que era o brasão da bandeira imperial). No verso da bandeira imperial também era possível ver uma imagem de São Jorge matando o Dragão.

## Bandeiras históricas

Verso da bandeira imperial de Haile Selasie I com São Jorge matando um Dragão.

Bandeira imperial com o Leão de Judá. Continua popular entre os adeptos do movimento Rastafari e entre os seguidores de Haile Selassie. (1915-1974).
Bandeira da República Etíope, o Leão perde a sua coroa (1974-1975)
Bandeira do governo comunista do DERG (1975-1987)
Bandeira do segundo (e último) regime comunista do país (1987-1991)
Bandeira provisória de transição entre governos comunistas e democráticos. (1992)
Bandeira imperial da Etiópia  (1897-1914) antes de ser virado de ponta cabeça por Manelik II
A bandeira original de 1975 a 1987 e de 1991 a 1996, ainda vista actualmente.
Atual bandeira etíope, com um emblema que respeite todos as etnias do país, sem nenhuma referência Cristã-Ortodoxa (como o Leão de Judá) devido ao respeito as comunidades islâmicas e animistas do território.